# For Once in My Life (chanson de Jean DuShon)
Pour les articles homonymes, voir For Once In My Life (homonymie).
For Once In My Life est une chanson écrite par Ron Miller et composée par Orlando Murden en 1965, popularisée par Stevie Wonder en 1968 en atteignant la 3e position du Billboard Hot 100, ce qui constitue son plus gros succès commercial à l'époque.
Interprété par plus de 280 artistes dont The Temptations, Diana Ross, Frank Sinatra ou encore Tony Bennett, il s'agit du titre issu du label Motown le plus repris à ce jour.

## Composition
Ron Miller écrit la chanson la nuit durant laquelle sa fille Angel est née en 1965.
La musique est composée par Orlando Murden sous la forme d'une ballade.
L'expression 'for once in my life' n'est utilisée qu'à trois reprises mais les paroles sont structurées autour de 'for once' : « For once I can touch
What my heart used to dream of...
...
For once I've got someone
I know won't desert me...
...
For once I can say
This is mine, you can't take it... »

## Premières versions
Miller et Murden envoient la chanson à plusieurs chanteurs pour la tester en public, sans qu'aucun enregistrement ne soit réalisé :
- Sherry Kaye, chanteuse de musical, prétend être la première interprète de la chanson, lors d'une représentation au Gem Theater de Detroit,
- Jo Thompson, un autre chanteur de Detroit, l'interprète dans un club voisin, le Celebrity Room

Les deux chanteurs possèdent une copie originale de Miller.
Murden a aussi envoyé une copie à un de ses anciens copains d'école, le chanteur Johnny Hartman. Celui-ci présenta le titre à son label, qui refusa le morceau, considérant que le titre ne lui convenait pas. Contractuellement, Hartman ne pouvait pas travailler pour un autre label et fut donc contraint de décliner l'offre de son ami.

### Connie Haines
En 1965, la chanteuse de big band Connie Haines est sous contrat chez Motown.
Elle y enregistre une version le 23 juillet 1965 mais cette captation originale, bien que revendiquée par la chanteuse, restera dans les tiroirs du label pendant cinquante ans, jusqu'à sa publication en 2015 sur la compilation mp3 Motown Unreleased 1965.

### Jean DuShon
La chanteuse Jean DuShon enregistre ce qui sera la première version officielle publique de la chanson.
Toujours en quête d'un interprète pour sa chanson, les paroles n'étant pas encore finalisées, Miller contacte DuShon. Impressionné par la démo,, il laisse Chess Records produire une version par l'intermédiaire d'Esmond Edwards. Enregistré en juillet 1966, et diffusé en août chez Cadet, filiale de Chess Records, le titre est accompagné de All Of A Sudden My Heart Sings en face B. Malgré trois albums précédents chez Chess, sa version ne sera pas diffusée autrement qu'en 45 tours.
Le titre obtient un certain succès dans la région de Détroit (la radio WXYZ en fait le 'Spotlight Record of the Week' à sa sortie), mais le single manque de reconnaissance à plus grande échelle. Selon les sources, deux raisons sont avancées pour l'expliquer :
- une mauvaise campagne publicitaire de la part de Chess Records[8],[9]
- le succès local est arrivé aux oreilles de Berry Gordy, CEO de Motown[6],[8]. Gordy découvrant que Chess ne crédite qu'Orlando Murden, il impose aux stations de radio d'en arrêter la diffusion, préférant garder l'exclusivité pour Stevie Wonder[3]. DuShon est contrainte de délaisser For Once in My Life. Elle en dira : "Ce fut une grande déception dans ma vie. J'ai arrêté de la chanter parce que je n'en n'avais plus le droit. Je n'avais plus rien, ce n'était plus ma chanson"[3].

### Barbara McNair
À la suite de la découverte du crédit de Ron Miller, Gordy propose le titre à Barbara McNair, qui enregistre sa version en octobre 1965, accompagnée par un orchestre symphonique.
Sa version n'est rendue publique que le 26 novembre 1966 à la parution de son album Here I Am, mais n'obtient aucun succès.
En mars 1968, le titre fait office de face B sur son single Where Would I Be Without You et est produit par Frank Wilson.

## Version de Tony Bennett
Carmen McRae entend la version de DuShon et, avec le soutien de Frank Sinatra, la recommande à Tony Bennett, qui avait des difficultés à trouver de nouvelles chansons.
Le single sort le 8 août, atteint la 91e position du Billboard Hot 100 et la 8e place au classement Adult Contemporary. Il devient le titre éponyme de son album paru la même année et l'une de ses chansons signatures. For Once in My Life fait partie de son répertoire en live : il l'interprète notamment en 2007 durant la finale de la sixième saison de American Idol ou encore le 16 février 2015 lors de la cérémonie Stevie Wonder: Songs in the Key of Life – An All-Star Salute diffusée sur CBS.
En 2006, Bennett s'associe à Stevie Wonder pour enregistrer une version plus lente pour son album Duets - An American Classic, pour laquelle Bennett et Wonder reçoivent une récompense lors de la 49e cérémonie des Grammy Awards dans la catégorie 'meilleure collaboration vocale dans une chanson pop'.
En 2012, il invite Marc Anthony pour une nouvelle reprise de la chanson, présente sur l'album Viva Duets.

### Classements
| Classement (1967)                         | Meilleure position |
| ----------------------------------------- | ------------------ |
| États-Unis (Billboard Hot 100)            | 91                 |
| États-Unis (Billboard Adult Contemporary) | 8                  |
| Belgique (Ultratop francophone)           | Tip                |

## Version de Stevie Wonder
Singles de Stevie Wonder
Alfie
(1968) I Don't Know Why
(1968)
Stevie Wonder enregistre le titre durant l'été 1967, alors à peine âgé de 17 ans. Plus rythmée et contrastant avec l'interprétation des Temptations, Berry Gordy n'apprécie pas sa version. Mais après plus d'un an, Billie Jean Brown, à la tête du département 'Contrôle Qualité' de la Motown, finit par le convaincre, autorisant enfin la sortie du single le 15 octobre 1968,.
For Once in My Life atteint la seconde place des classements Pop Singles et R&B Singles du Billboard, uniquement empêché par un autre titre de la Motown, lui aussi initialement boudé par Gordy, I Heard It Through the Grapevine de Marvin Gaye. For Once in My Life devient son plus gros succès commercial en date.
For Once in My Life est produit par Henry Cosby et publié par Tamla. Associé à Angie Girl en face B, il devient le titre éponyme du dixième album de Wonder.
Le 18 octobre 1969, Wonder réenregistre la chanson en compagnie de Diana Ross pour l'album Motown at the Hollywood Palace, qui sort l'année suivante.
La version de Wonder est régulièrement,, prise en exemple par les bassistes pour illustrer le style et la qualité du jeu de James Jamerson.
En 2009, sa version de 1968 reçoit le Grammy Hall of Fame Award.

### Personnel
- Stevie Wonder : voix, harmonica
- James Jamerson : basse
- Uriel Jones : batterie[27]
- Earl Van Dyke : piano[28]
- Chœurs : The Originals (en) et The Andantes (en)
- Instrumentation : The Funk Brothers (dont Robert White[29])

### Classements
| Classement (1968)                | Meilleure position |
| -------------------------------- | ------------------ |
| Royaume-Uni (UK Official Charts) | 3                  |
| États-Unis (Billboard Hot 100)   | 2                  |
| États-Unis (Billboard R&B)       | 2                  |
| États-Unis (Cash-Box)            | 1                  |
| Australie (Go-Set)               | 20                 |
| Canada (RPM Weekly)              | 5                  |
| Irlande                          | 11                 |
| Danemark                         | 15                 |
| Belgique (Ultratop francophone)  | Tip                |

| Classement annuel          | Position              |
| -------------------------- | --------------------- |
| Canada                     | 90 (1968) - 78 (1969) |
| États-Unis (Billboard R&B) | 22 (1969)             |
| États-Unis (Cash-Box)      | 48 (1969)             |

### Certifications
| Region            | Certification | Ventes  |
| ----------------- | ------------- | ------- |
| Danemark          | Or            | 45 000  |
| Royaume-Uni (BPI) | Platine       | 600 000 |

## Autres versions
Informations issues de SecondHandSongs, sauf mention contraire.
La chanson compte plus de 280 reprises et constitue le titre le plus repris de la Motown.

### Autres interprétations notables de la Motown
L'acteur et chanteur Jack Soo serait le premier artiste masculin à avoir enregistré la chanson. Ayant rejoint la Motown en 1965, il fait partie des premiers artistes américains d'origine non-africaine engagés par le label. Son enregistrement n'a jamais été publié mais, conservé dans les archives de la Motown : c'est lors de la réalisation d'un documentaire sur sa vie (You Don't Know Jack: The Jack Soo Story) que la démo fut découverte par son réalisateur Jeff Adachi.
En 1967, Gordy propose la chanson aux Temptations. Ils dévoilent leur version sur The Temptations in a Mellow Mood, sorti en novembre 1967 avec le baryton Paul Williams en voix de tête. For Once in My Life devient son titre phare durant les représentations du groupe. Sa performance la plus célèbre se déroule durant l'émission TCB (en) en 1968, show produit par la Motown et consacré aux Supremes et aux Temptations, performance souvent citée comme le sommet de sa carrière. La chanson est intégrée dans la mini série The Temptations (en) en 1998.
Diana Ross & the Supremes enregistrent une version bossa nova au début de l'année 1969 qui n'est diffusée publiquement qu'en 2019 sur la compilation Motown Unreleased 1969. La même année, Diana Ross accompagne Wonder sur une reprise qui parait en 1970 sur l'abum Motown at the Hollywood Palace. En 1977, elle enregistre une nouvelle version qui apparaitra en 1983 sur Motown Superstars Sing Motown Superstars.

### Autres reprises (liste non exhaustive)
En plus de nombreuses interprétations instrumentales (parmi lesquelles Al Hirt (1968), Percy Faith, Mantovani, Bill Black's Combo (1969), Doc Severinsen (1970), Dorothy Donegan (1975) ou encore Eric Miller (1991)), le titre rendu célèbre par Stevie Wonder fut également enregistré par :
- Les Four Tops, pour leur album 4 Tops On Broadway, sorti en mars 1967 et produit par Frank Wilson[49],
- Martha & the Vandellas, en 1967, sur Martha and The Vandellas Live,
- En 1968, Jackie Wilson enregistre une version plus rapide que celle de Bennett mais plus lente que celle de Stevie Wonder : il perd la bataille des reprises, Wilson n'atteignant que la 70e position en fin de l'année[50],
- Bobby Vinton, en 1968, sur I Love How You Love Me,
- Ella Fitzgerald propose la chanson en concert durant l'été 1968 avec des arrangements inspirés de la version de Tony Bennett[9],
- Paul Anka, en février 1969, sur Goodnight My Love,
- Frank Sinatra interprète une version big band le 24 février 1969 pour son album My Way (en)[51] sur un arrangement de Don Costa[1]. Il obtient la 11e place du classement des albums aux Etats-Unis et la 2e au Royaume-Uni. En 1994, il enregistre une nouvelle version avec Gladys Knight et Stevie Wonder sur son album Duets II (en),
- Nancy Sinatra, en 1969, sur Nancy,
- Brenda Lee, en 1969, sur Johnny One Time,
- Smokey Robinson & The Miracles, en 1969, sur Time Out for Smokey Robinson & The Miracles,
- Erma Franklin, en 1969, sur Soul Sister,
- Greg Morris, en 1969, durant le Ed Sullivan Show du 9 mars[52],
- Glen Campbell, en 1969, sur Live,
- Judy Garland, en 1969, sur Judy. London. 1969.,
- Andy Williams enregistre une version plus rapide, arrangée par Al Capps, pour son album Happy Heart en 1969,
- Bill Medley, en 1969, sur Someone Is Standing Outside,
- Desmond Dekker, en 1969, sur The Israelites,
- Lloyd Price, en 1969, sur Now,
- En 1970, Dorothy Squires perce au Royaume-Uni où elle atteint la 24e position du classement national avec une version arrangée par Nicky Welsh sur le label President[53],
- James Brown en 1970, sur Soul on Top,
- Kiki Dee, en 1970, sur Great Expectations,
- Cilla Black, en 1970, sur Sweet Inspiration,
- Sammy Davis Jr., en 1970 sur Something for Everyone,
- Dean Martin, en 1971, sur For the Good Times,
- Gladys Knight & The Pips, en 1973, sur Neither One of Us,
- Miami Sound Machine en 1979, sur Imported,
- Pia Zadora en 1986 sur I Am What I Am,
- Etta Jones et Benny Green, en 1996, sur My Gentleman Friend,
- Jack Jones, en 1998, sur Jack Jones Paints a Tribute to Tony Bennett,
- Patti Austin, en 1999, sur Street of Dreams,
- Bobby Darin, en 2000, sur Mack Is Back!,
- Vonda Shepard interprète le titre sur la compilation Ally McBeal - For Once in My Life en 2001, album qui atteindra la 16e position du classement français PureCharts[54],
- En 2003, Michael Bublé enregistre une version downtempo pour son album Michael Bublé,
- En 2006, Michael Bolton sur son album Bolton Swings Sinatra,
- En 2006, Gilbert Montagné sur l'album Get Ready,
- En 2008, Michael McDonald sur Soul Speak,
- Craig David, en 2010, sur Signed Sealed Delivered,
- En 2011, Chimène Badi sur son album Gospel & Soul,
- En 2019, Emeli Sandé, en single,
- En 2019, le titre apparait sur la bande originale (en) du film Judy, interprété par Renée Zeelweger,
- En 2021, Il Divo sort un album de reprises de la Motown[55], For Once In My Life: A Celebration Of Motown, incluant une interprétation du titre éponyme,
- En 2024, Joaquin Phoenix reprend le titre sur le second album de la bande originale de Joker : Folie à deux.

### Adaptations en langue étrangère
| Langue     | Année | Titre                      | Adaptation                    | Interprète(s)                              |
| ---------- | ----- | -------------------------- | ----------------------------- | ------------------------------------------ |
| Français   | 1968  | Oui dans ma vie            | Long Chris                    | Herbert Léonard                            |
| Allemand   | 1970  | Ein Wort, nur ein Wort     | Harald H. Werner              | Heidi Brühl                                |
| Espagnol   | 1970  | Por primera vez en mi vida | Jose Enrique Okamura          | El Klan                                    |
| Suédois    | 1970  | Först nu kan jag se        | Mats Hallgren                 | Sylvia Vrethammar                          |
| Tchèque    | 1972  | Já žil, jak jsem žil       | Zdeněk Borovec                | Karel Hála (1972), Karel Gott (2002, 2006) |
| Finlandais | 1974  | Joku minua varten          | Sauvo Puhtila                 | Berit                                      |
| Portugais  | 2002  | Romance                    | Adriana Milagres              | Sandra de Sá                               |
| Allemand   | 2005  | Es kommt eine Zeit         | Michy Reincke, Stefan Gwildis | Stefan Gwildis                             |
| Finlandais | 2012  | Viimeinkin                 | Maria Rahikainen              | Sami Saari                                 |
| Finlandais | 2014  | Kerrankin                  | Mikko Koivusalo               | Kirsi Tarvainen                            |

### Sampling
- En 2016, le dj et producteur français Bob Sinclar échantillonne les paroles 'for once in my Life, i've someone who needs me pour son titre Someone Who Needs Me[56].

## Notoriété et présence dans les médias
Sauf indication contraire, les informations mentionnées dans cette section peuvent être confirmées par la base de données cinématographiques IMDb,  présente dans la section « Liens externes ».
- En 1988, le morceau est cité dans la chanson Tribute (Right On) (en) des The Pasadenas (en)[57]

Interprétées dans plusieurs émissions de type télécrochet (American Idol, Britain's Got Talent,...) ou dans les shows d'Oprah Winfrey, on peut également l'entendre de nombreux films et séries.

### Séries
- En 1978, dans Good Times (en) (saison 5, épisode 24)[20]
- En 1994, dans Takin' Over the Asylum (saison 1, épisode 3),
- En 1998, dans Une nounou d'enfer (saison 5, épisode 22),
- En 2002, dans Fastlane (saison 1, épisode 2),
- En 2005, dans Entourage (saison 2, épisode 13),
- En 2006, dans À La Maison Blanche (saison 7, épisode 5)[20]
- En 2006, dans Un Gars du Queens (saison 8, épisode 18)[20]
- En 2006, dans Boston Justice (saison 2, épisode 14)[20]
- En 2011, dans Fringe (saison 3, épisode 14),
- En 2012, dans The Middle (saison 3, épisode 24),
- En 2013, dans Happy Endings (saison 3, épisode 23),
- En 2013, dans Glee (saison 4, épisode 21). Cette reprise est considérée comme l'une des meilleures de la série selon TV Guide Magazine[58],
- En 2018, dans Scandal (saison 7, épisode 18).

### Films
- En 1996, dans Entre chiens et chats de Michael Lehmann[20],
- En 2000, dans Mon Beau-père et Moi de Jay Roach[20],
- En 2001, dans Spot de John Whitesell,
- En 2003, dans Bye Bye Love de Peyton Reed[20],
- En 2005, dans Sa mère ou moi! de Robert Luketic,
- En 2010, dans Valentine's Day de Garry Marshall,
- En 2010, dans Shrek 4 : il était une fin de Mike Mitchell,
- En 2013, dans New York Melody de John Carney,
- En 2013, dans Buddy de Michael Herbig,
- En 2014, dans Une Rencontre de Lisa Azuelos,
- En 2016, dans Operator (en) de Logan Kibens[20],
- En 2019, dans Judy de Rupert Goold.